# Kristian Hlynsson
Kristian Nökkvi Hlynsson, född 23 januari 2004 i Odense, Danmark, är en isländsk fotbollsspelare (mittfältare) som spelar för Ajax i Eredivisie. Han spelar även för Islands landslag.

## Klubbkarriär
Kristian Hlynsson inledde sin karriär i Breiðablik innan han gick över till Ajax i januari 2020.
Han debuterade i Eredivisie den 19 augusti 2023 i en 2–2-match mot Excelsior.

## Landslagskarriär
Kristian Hlynsson debuterade för Islands landslag den 16 november 2023 i en 4–2-förlust mot Slovakien.